# 일본 트랜스오션 항공
일본 트랜스오션 항공(일본어: 日本トランスオーシャン航空株式会社, 영어: Japan Transocean Air)은 나하 공항을 허브 공항으로 사용하고 있는 일본항공의 자회사로 1967년에 설립되었으며 본사는 오키나와현 나하시 야마시타촌에 위치해 있다.

## 운항 노선
| 지방      | 도시         | 공항             | 비고        | 각주  |
| --------- | ------------ | ---------------- | ----------- | ----- |
| 규슈      | 후쿠오카     | 후쿠오카 공항    |             |       |
| 류큐 제도 | 이시가키시   | 신 이시가키 공항 | 포커스 시티 |       |
| 규슈      | 가고시마     | 가고시마 공항    | 단항        |       |
| 시코쿠    | 고치         | 고치 공항        | 단항        |       |
| 혼슈      | 고마쓰       | 고마쓰 공항      |             |       |
| 류큐 제도 | 쿠메지마     | 쿠메지마 공항    |             |       |
| 시코쿠    | 마쓰야마     | 마쓰야마 공항    | 단항        |       |
| 류큐 제도 | 미야코지마   | 미야코지마 공항  |             |       |
| 류큐 제도 | 미야코지마시 | 시모지시마 공항  | 단항        | [ 1 ] |
| 혼슈      | 나고야       | 주부 국제공항    |             |       |
| 류큐 제도 | 나하         | 나하 공항        | 허브        |       |
| 혼슈      | 오카야마     | 오카야마 공항    |             |       |
| 혼슈      | 오사카       | 간사이 국제공항  |             |       |
| 혼슈      | 오사카       | 오사카 국제공항  | 단항        |       |
| 혼슈      | 도쿄         | 도쿄 국제공항    | 단항        |       |
| 류큐 제도 | 요나구니정   | 요나구니 공항    | 단항        |       |

## 보유 기종

### 현재 보유 중인 기종
- 2019년 2월 기준 일본 트랜스오션 항공 항공기 평균 기령은 4.5년이다.[2]

## 도장
- 1세대

당시 JAL과 마찬가지로 랜도 어소 시에이츠의 회색과 빨간색 블록을 맞춘 디자인이다. 그러나 JAL대신 JTA로 대체, 꼬리는 쓰루마루가 아니라 위에서 빨간색이 점차 회색이되는 가로로 그려진 스타일이었다.
- 2세대

당시 JAL에서 채택된 The Arc of the Sun (태양의 아크)"에 의한 디자인이다. 그러나 JAL대신 JTA로고가 배치되고 JAPAN TRANSOCEAN AIR라고 옆에 표기되어 있었다
- 3세대(현재)

JAL의 쓰루마루 도색 선택에 의한 디자인이며 화이트 바디에 기울임꼴 흑자 JAPAN TRANSOCEAN AIR (약칭 JTA)라고 써 있고 꼬리날개에 쓰루마루가 그려져있다. 그러나 쓰루마루의 문자는 JAL이다.

## 사건 및 사고
- 1982년 8월 26일, 사우스웨스트 항공 611편[3]이 이시가키 공항의 활주로에 오버런되어 파괴되었으나, 138명의 승객과 승무원 중 사망자는 없었고 일부는 대피 과정에서 부상을 입었다.